# Sunrise Over Tiananmen Square
Sunrise Over Tiananmen Square (fransk titel: Le jour se lève sur la place Tienanmen) är en kanadensisk kort animerad dokumentärfilm från 1998 i regi av Shui-Bo Wang.
Filmen var nominerad till en Oscar för bästa dokumentära kortfilm, men priset gick istället till The Personals.